# 圖帕克阿馬魯區

圖帕克阿馬魯區（西班牙語：Distrito de Túpac Amaru），是秘魯的一個區，位於該國南部庫斯科大區的卡納斯省，始建於1941年9月1日，面積117.81平方公里，海拔高度3,791米，2005年人口3,423，人口密度每平方公里29人。